# Lena Endreová
Lena Endreová (* 8. července 1955 Lidingö) je švédská herečka.
Studium mořské biologie nedokončila, pracovala jako prodavačka a hrála v amatérském divadle Teater Sputnik. Vystudovala hereckou školu ve Stockholmu a v roce 1984 dostala první filmovou roli. V roce 1987 se stala herečkou Královského dramatického divadla, kde ji režíroval Ingmar Bergman.
Hlavní roli si zahrála ve filmu Liv Ullmannové Nevěra, natočeném podle Bergmanova scénáře. Mezinárodní pozornost jí přinesla postava Eriky Bergerové v trilogii Millennium z roku 2010, která představovala adaptaci knih Stiega Larssona. V roce 2013 debutovala jako divadelní režisérka inscenací hry Amandy Oomsové Tåla mod.
Získala dvě ceny Zlatohlávek, v roce 1996 za vedlejší roli ve filmu Jeruzalém a v roce 2000 za hlavní roli ve filmu Nevěra. Roku 2002 obdržela královskou medaili Litteris et Artibus.
Počtvrté se vdala za herce Thomase Hanzona, má dvě děti. Syn Edvin Endre hrál v seriálu Vikingové.

## Filmografie
- 1984 Nasazený špicl
- 1987 Mio, můj Mio
- 1992 S nejlepšími úmysly
- 1992 Nedělňátka
- 1995 Kristina Vavřincova
- 1996 Jeruzalém
- 1997 Švédští hrdinové
- 1998 Okamžik pravdy
- 2000 Nevěra
- 2002 Alici má každý rád
- 2002 Hudba pro svatby a pohřby
- 2004 Tři slunce
- 2005 Harryho dcery
- 2009 Dívka, která kopla do vosího hnízda
- 2009 Dívka, která si hrála s ohněm
- 2009 Muži, kteří nenávidí ženy
- 2011 Líbej mě
- 2012 Mistr
- 2017 Deník darebáka